# LAN party

Rekordowe LAN party DreamHack w 2004 roku zgromadziło ponad 5000 uczestników

LAN party – impreza, na której przybyli uczestnicy, na podłączonych do sieci lokalnej komputerach lub konsolach zmagają się w sporcie elektronicznym, tj. konkurują w grach. Drużyny w sporcie elektronicznym nazywane są klanami, do których przynależność oznaczana jest tzw. tagiem w świecie wirtualnym, a w rzeczywistym są to zazwyczaj koszulki.
Imprezy e-sportowe w wielu krajach przyciągają tysiące kibiców. W niektórych krajach działają telewizje (tradycyjne bądź internetowe) transmitujące wraz z komentarzem mecze turniejowe.
Najczęstszym przedmiotem rywalizacji są gry FPP (np. Quake, Counter-Strike, Unreal Tournament, Call of Duty, Wolfenstein: Enemy Territory), RTS (np. StarCraft, Warcraft) oraz sportowe (np. FIFA, Need for Speed)